# Without You (cançó de Silverchair)
Without You és el segon senzill del quart àlbum de la banda australiana Silverchair, Diorama. El seu estil recorda més al so dels anteriors i això es deu al fet que realment es va compondre durant la gravació del tercer àlbum del grup (Neon Ballroom) però finalment no s'hi va incloure.
El videoclip, com en l'anterior senzill, també és dirigit per Sean Gilligan i Sarah-Jane Woulahan. En aquesta ocasió presenten una gran quantitat d'aurores de diversos colors que simulen un lloc de l'espai mentre el grup està tocant sobre un petit planeta. En el vídeo es pot veure com el cantant Daniel Johns es troba generalment assegut en una cadira o quiet tocant la guitarra. Això es deu al fet que en aquesta època, Johns patia una artritis reactiva que el perjudicava molt per moure's.

## Llista de cançons
CD Senzill AUS (ELEVENCD9)
1. "Without You"
2. "Asylum"
3. "Hollywood"
4. "Ramble"